# Patrice Fath
Pour les articles homonymes, voir Fath.
Patrice Fath né le 31 mars 1934 à Ferryville (actuelle Menzel Bourguiba) en Tunisie et mort le 24 mai 2017 à Brest, est un poète français.

## Biographie
Après avoir présidé l'Association An Amzer, Patrice Fath a créé avec Anélia Véléva la revue de poésie Littérales.

## Publications
- Opus 1, Éd. An Amzer, 2000.
- Opus 2, Éd. An Amzer, 2002.
- Opus 3, Ed.Kovachev, 2004.

## Pour approfondir